# Нилски варан
Нилски варан (Varanus niloticus) е вид влечуго от семейство Варани, най-едрият представител на семейството, обитаващ континента Африка.
В Гана нилският варан е известен с името mampan tintin, в Замбия - mbulu, nabulwe, hopani, nsamba или imbulu. В ЮАР го наричат „leguaan“.

## Външен вид
Нилският варан е сравнително едър и здрав гущер със силни крака и мощни челюсти. Притежава остри нокти, които използва за пълзене, копаене, самоотбрана и разкъсване на плячката. Подобно на всички варани има раздвоен език със силно развита обонятелна функция. Ноздрите са овални и разположени в близост до очите. Нилските варани са добре приспособени за воден начин на живот. В средната част на тялото притежава 128 — 165 реда люспи. Основният цвят на тялото е сиво-кафяв до тъмно зелен. Младите варани са почти черни с яркожълти петна.
Нилските варани достигат средна дължина от 150 cm, като от муцуната до клоаката е около 50 cm. Най-едрият екземпляр, известен до момента, е варан, достигащ обща дължина от 242 cm, а тази от муцуната до опашката е била 98 cm.

## Разпространение
Нилският варан е разпространен в почти цяла Африка с изключение на пустинните области на континента. Възможно е в исторически времена видът да е обитавал и района около река Йордан в Палестина, но днес ареалът му на разпространение е ограничен само в рамките на Черния континент.
Съществуват сведения, че видът е разпространен и в части от щата Флорида. Вероятно представителите му са се аклиматизирали, след като екземпляри, отглеждани в неволя, са пуснати от своите стопани на свобода. Варани са наблюдавани от 1991 година в района на Кабо Корал, Флорида. Градът се намира в район с голяма система от канали, множество източници на храна и сравнително малко хищници. Това довело да значително увеличаване на популацията от варани. В следващите години нилски варани са наблюдавани и в други части на Флорида. Съществуват сведения, че екземпляри са наблюдавани в щатите Мисури, Орегон и Пуерто Рико.

## Начин на живот
Въпреки своята многочисленост и едро тяло, нилският варан е относительно слабо проучен вид. Среща се почти навсякъде, където има постоянни водоеми с изключение на пустините, но за разлика от това обитатават и останалите видове африкански биотопи — от савани и полупустини до тропически гори, където се наблюдават около коритата на реките, в блатисти местности, езера и в крайбрежните райони. Вараните са чест спътник на човека, като се срещат в близост до населени места и култивирани площи. Обитават планински местности на височина до 2000 метра.
Нилските варани могат добре да пълзят и бягат. Често са наблюдавани да се топлят на слънце застанали на клони, скали или във водата. Възрастните могат лесно да избягат при наличие на човешко присъствие, особено ако са гонени. Добри плувци са. През нощта се крият в термитници или дупки под земята, но когато е прекалено топло остават навън.
Естествените врагове на вараните са хищни птици, мангусти и кобри. Вараните са плячка и за нилските крокодили, ако бъдат уловени. Често използват опашката си за защита.
В северна Кения е регистрирана популация на варани с плътност от 40 — 60 екземпляра на 1 км². Възможно е плътността да е голяма и в Гана, където видът е защитен. Голяма концентрация се наблюдава и в района на езерото Чад, където вараните се хранят интензивно.

## Хранене
Възрастовите промени в структурата и формата на зъбите при вида са ясно различими. При младите зъбите са остри, като с нарастване на възрастта стават тъпи и широки. Тези морфологични промени са свързани с промяна на храненето. Младите варани се вранят с бързодвижещи се животни като насекоми и гущери. Постепенно преминават към храна, представена от охлюви, ракообразни, които трябва да бъдат разкъсани с челюстите, преди да бъдат изядени. Основната храна на нилските варани е съставена от охлюви и раци, но в менюто им влизат и бръмбари, паяци, термити, гъсеници, правокрили насекоми, жаби, змии, гущери, малки крокодили, риба, дребни бозайници, птици и техните яйца, костенурки. Консумират и мърша, включително и остатъци от плячка на едри африкански хищници.

## Размножаване
В Сенегал вараните снасят яйца от края на октомври до края на декември, когато е влажният сезон. В Танзания самки с яйца са улавяни през ноември, а в Занзибар - през юли. За гнезда се използват термитници, разположени в близост до водата. Самката снася яйцата и ги заравя. Термитите бързо възстановяват гнездото. Тук условията са благоприятни за инкубация на яйцата. Една женска може да снесе над 60 яйца, тежащи 46 — 52 g с размери около 6 x 4 cm. Малките се излюпват след 92 — 175 дни и тежат около 23 — 32 g с дължина около 280 — 327 mm.

## Значение за хората
В много региони на Африка вараните са консумирани от хората, а вътрешните им органи се използват в народната медицина. Кожата им е ценна и струва скъпо на черния пазар.
Много често вараните се отглеждат в плен в терариуми. Проблем обаче се оказва големият размер на тялото. Поради тази причина стопаните им често ги в дивата природа на неестествени за тях места.

## Класификация
Нилският варан е представител на африканския подрод варани Polydaedalus. В миналото е разглеждан с два подвида: Varanus niloticus niloticus и V. n. ornatus. Днес обаче V. n. ornatus се приема за отделен вид Varanus ornatus.